# Чорпіта Іван-Орест Іванович
Іван-Орест Іванович Чорпіта (псевдо «Меткий»; 9 липня 1916, м-ко Скала-над-Збручем, нині смт Скала-Подільська, Україна — липень 1944, с. Іванків, нині Україна) — учасник національно-визвольних змагань. Член ОУН (1935). Батько Яромира Чорпіти.

## Життєпис
Іван-Орест народився 9 липня 1916 року у містечку Скала-над-Збручем, нині смт Скала-Подільська Скала-Подільської громади Чортківського району Тернопільської области України.
Закінчив Чортківську гімназію, юридичний факультет Карлівського університету в м. Прага (нині Чехія), Люблінський католицький університет (1939, Польща). Працював у райвно в м. Скалат (1939—1941, нині Підволочиського району).
У 1941—1944 — повітовий провідник молодіжної ОУН у селах Білобожницького району (нині с. Білобожниця належить до Чортківського району). Загинув у бою з підрозділом НКДБ.